# Albrecht I. von Löwen
Der heilige Albrecht I. von Löwen (auch Albert von Lüttich; * um 1165; † 24. November 1192 (oder 1191 oder 1193) in Reims) war Bischof von Lüttich und Kardinal. Er war ein Sohn Gottfrieds III. von Niederlothringen und von Margaretha von Limburg sowie jüngerer Bruder Heinrichs I., Herzog von Brabant.

## Leben
Da sein Bruder Heinrich das Amt des Herzogs von Brabant antreten sollte, wurde für Albrecht die kirchliche Laufbahn vorgesehen. Bereits in jungen Jahren (ca. 1178) wurde er auf die Domschule des Hochstifts Lüttich gesandt und blieb dort bis ca. 1187. 1188 wurde er zum Erzdiakon für das Erzdiakonat Brabant ernannt, ein Gebiet das die vier Dekanate Löwen, Zoutleeuw, Jodoigne und Hozémont umfasste. Ein Jahr später wurde er auch Propst der Lütticher Kirchen St. Peter und St. Johannes.
Nach dem Tode des Bischofs Rudolf von Zähringen am 5. August 1191 wurde er von einem Teil des Kapitels zum Nachfolger gewählt, während sich der andere Teil für Albert Graf von Rethel entschied, einen Neffen Balduins V. von Hennegau und Flandern. Kaiser Heinrich VI., von beiden um die Investitur angegangen, ernannte allerdings auf dem ersten Reichstag in Worms 1192 den Bonner Propst Lothar von Hochstaden. Diesem musste Albrecht von Löwen weichen, obwohl Albert von Rethel zu seinen Gunsten auf das Bistum verzichtete. Er begab sich nach Rom und erlangte die Anerkennung durch Papst Coelestin III.; als er von dort nach Brabant zurückkehrte, verboten strenge Befehle des Kaisers jedoch, dass ihn sein Bruder Heinrich bei sich aufnahm. Er wandte sich nach Reims und wurde hier am 24. November 1192 (nach anderen Quellen 1191) von drei Deutschen, die man zu der Tat vom Kaiser angestiftet glaubt, ermordet.
Jetzt aber erhoben sich sein Geschlecht und seine Anhänger am ganzen Niederrhein; Lothar musste aus Lüttich flüchten und starb 1194 in Rom, wohin er sich büßend gewandt hatte. Der Kaiser, um den gefährlichen Sturm zu beschwichtigen, begütigte Albrechts Anhänger auf einem Tag zu Koblenz 1193 mit Erklärungen und Geschenken und errichtete dem Ermordeten in der Lambertuskirche zwei Sühnaltäre. Hier hatte das Kapitel nach Lothars Vertreibung den Grafen Simon von Limburg mit des Kaisers Zustimmung gewählt; Albert von Rethel bewirkte aber wegen dessen Jugend die Verwerfung dieser Wahl in Rom und es wurde darauf Albrecht von Cuyk zum Bischof gewählt. Ihn begleitete Albert von Rethel aufs neue zur Einholung der päpstlichen Bestätigung nach Rom, wo er 1195 gestorben ist.

## Nachwirken
1613 wurde Albrecht von Löwen vom Papst Paul V. heiliggesprochen (Namenstag: 24. November (nach anderen Quellen 25. oder 21. November)). Seine sterblichen Überreste wurden von Reims nach Brüssel gebracht und Teile davon später als Reliquien weitergegeben. Albrecht gilt als der Schutzpatron der belgischen Könige.